# Gacsári István
Gacsári István (Füzesgyarmat, 1791. december 25. – Füzesgyarmat, 1847. február 22.) magyar református lelkész, költő. Ükunokája Szabó Magda (1917–2007) író, költő, műfordító.

## Élete
Debrecenben tanult, 1807-ben lépett felsőbb osztályba. 1816-ban főiskolai senior volt, 1819-től szülőfaluja lelkésze lett. Lelkipásztorsága idején írta meg Füzesgyarmat és a hozzá kapcsolódó helységek krónikáját, amit 1839-ben fejezett be. A Krónikában saját élete főbb történéseit is leírta. A Krónika írója 1847-ben hunyt el. Halálát és temetését Bogdán Lajos, szeghalmi lelkipásztor a halálozási anyakönyvben a következőképpen írja le: „Tiszteletes Tudós Gacsári István Úr a helybeli református Szent egyháznak ernyedetlen buzgalmas és köz kedvességű lelkipásztora Földi pályáját folyó február 22dik napján estve 4 és 5 órák közt életének 56-dik évében hosszas in elgyengülési betegsége után fejezte be. Temetésén egy mind helyből mind a környékből összejön népes gyülekezet tisztesség tétele mellett folyó február hó 25-dik napján délelőtt 10 órakor szónokolván felette a templomban T: T: Elekes András Úr békési, és a sorok írója Bogdán Lajos szeghalmi lelkipásztorok, a sírnál helybeli iskola rektora Pap Károly Úr. Élete nevezetesebb történéseit maga írta meg a boldogult még életében, illy czimű és az egyház birtokában lévő jeles dolgozatában: Füzes Gyarmat Krónikája. Béke legyen sírja felett!”

## Művei
- Költeményeket írt a Carmina quae in natales... Francisci I. (Debreczen, 1815) és a Pallas Debrecina (1828) c. munkákba.
- Füzes-gyarmati helveciai hitvallású ekklézsiának krónikáját (1838-ig) közli tőle Zsilinszky Mihály a Békés vármegyei Évkönyvben (V–VII. 1879–81.)